# Hen phế quản
Hen phế quản còn gọi là hen suyễn hay bệnh suyễn (Asthma) là một bệnh lý viêm mạn tính của phế quản thuộc hệ hô hấp trong đó có sự tham gia của nhiều tế bào và thành phần tế bào. Biểu hiện là phản ứng tắc nghẽn phế quản gây hẹp đường hô hấp có hồi phục do được kích thích bởi sự tiếp xúc với các tác nhân gây dị ứng, không khí lạnh, tập thể thao, hay các kích thích về cảm xúc. Hen có 2 đặc tính then chốt: bệnh sử các triệu chứng hô hấp (ho, khò khè, khó thở, nặng ngực) biến đổi theo thời gian và độ nặng, và sự giới hạn dòng khí thở ra có thể thay đổi. Triệu chứng bệnh bao gồm những cơn rít, thở nhanh, ngực bị co ép và ho đặc biệt xảy ra vào ban đêm hay sáng sớm, đây là những dấu hiệu của suyễn. Giữa các cơn thì người bệnh cảm thấy bình thường.
Sự rối loạn có tính mạn tính đường hô hấp tạo ra sự phản ứng với các kích thích khác nhau, xác định là sự phản ứng quá mức ở cuống phổi, viêm, gia tăng sự tạo đờm và sự nghẽn đường thở từng cơn. Triệu chứng của suyễn có thể xếp từ nhẹ đến nguy hiểm đến tính mạng, có thể điều chỉnh bằng sự kết hợp của nhiều loại thuốc hay thay đổi lối sống.
Sự quan tâm cộng đồng trên thế giới đặc biệt tập trung vào bệnh suyễn vì sự phổ biến của nó, một trong 4 trẻ ở thành thị bị nhiễm. Theo Tổ chức Y tế Thế giới, số bệnh nhân mắc hen phế quản có xu hướng ngày càng gia tăng, ước tính có khoảng 334 triệu người mắc bệnh hen trên toàn cầu. Dễ bị nhiễm suyễn có thể giải thích bằng yếu tố di truyền, nhưng không có mẫu hình kế thừa nào được tìm thấy. Suyễn là một bệnh lý phức tạp ảnh hưởng đến nhiều yếu tố di truyền, phát triển và môi trường, tác động qua lại tạo nên một tình trạng tổng thể.
Giới chuyên môn phân ra làm hai dạng là hen mạn tính và hen cấp tính.

## Dịch tễ học
Hen phế quản là một bệnh thường gặp, xuất hiện ở mọi lứa tuổi, trẻ em chiếm đa số so với người lớn, tỉ lệ 2/1. Hen thường gặp ở nam nhiều hơn nữ, nhưng sau tuổi trường thành thường gặp ở nữ nhiều hơn nam. Những nghiên cứu dịch tể học trong những năm gần đây cho thấy tần suất trung bình khoảng 5%, trẻ em dưới 5 tuổi 10%. Rất nhiều nghiên cứu gần đây cho thấy tần suất này gia tăng gấp 3 - 4 lần trong những thập niên qua. Độ lưu hành hen phế quản tại Pháp trong lứa tuổi 18 - 65 tuổi là 3,9%, tại Ý trong lứa tuổi 5 - 64 tuổi là 5%. Theo môṭ điều tra, tần suất hen ở Hoa Kỳ năm 2008 là 8,2% dân số (khoảng 24.000.000 người); cao hơn so với 7,3% vào năm 2001.
Tại Việt Nam, ở Hà Nội, trong năm 1991 là 3,3%, năm 1995 tăng lên 4,3% (; ở thành phố Hồ Chí Minh, độ lưu hành hen phế quản là 3,2 (1,39% (Phạm Duy Linh và c.s báo cáo trong Hội thảo Y dược học lần thứ 5 tại thành phố Hồ Chí Minh từ ngày 25 - 27/11/1996), ở thành phố Huế, độ lưu hành hen phế quản năm 2000 là 4,58 (1,12% (Lê Văn Bàng).
Theo tổ chức y tế ISSAC chuyên nghiên cứu về hen suyễn và dị ứng ở trẻ em trên toàn cầu năm 2016, 29, 1% trẻ TP HCM mắc hen suyễn. Họ đánh giá đây là khu vực mắc bệnh hàng đầu châu Á.

## Sinh lý bệnh[4]
Biểu hiện chính của hen là tình trạng viêm mạn tính. Các bệnh nhân hen có gia tăng số lượng các tế bào viêm hoạt hóa ở thành đường dẫn khí và biểu mô của đường dẫn khí có hiện diện của bạch cầu ái toan, dưỡng bào, đại thực bào và tế bào lymphô T. Các tế bào viêm gây gia tăng nhiều chất trung gian hòa tan như các cytokine, leukotrien và bradykinin. Viêm đường dẫn khí trong thể hen điển hình có bạch cầu ái toan chiếm ưu thế và gây đáp ứng với tế bào TH2 (2 helper T cell) nhưng ở một số bệnh nhân hen nặng cũng có gia tăng viêm đường dẫn khí do bạch cầu trung tính và gây đáp ứng TH1.
Một đặc điểm nổi bật của hen là tình trạng tăng đáp ứng của đường dẫn khí. Các di ̣ứng nguyên (tác nhân gây dị ứng) hít vào đường dẫn khí gắn kết với IgE trên bề măṭ của dưỡng bào, phóng thích các hạt và làm gia tăng các chất trung gian hóa học gây tăng tiết chất nhày, co thắt phế quản, phù niêm mạc đường dẫn khí.
Hen kết hợp với sự tái cấu trúc đường dẫn khí với đặc trưng bởi sự tăng sản và phì đại các tế bào cơ trơn, phù, tẩm nhuận các tế bào viêm, tân sinh mao mạch và gia tăng lắng đọng các thành phần của mô liên kết như collagen type I và type III. Tình trạng tái cấu trúc có thể bắt đầu ngay ở giai đoạn sớm của bệnh và có thể gây giới hạn lưu lượng khí không hồi phục về sau.
Nguyên nhân hen chưa rõ nhưng có thể là một bệnh lý di truyền với ảnh hưởng bởi các yếu tố môi trường. Hen có mối liên kết chặt chẽ với dị ứng. Các dị ứng nguyên thường gặp trong nhà là bụi, gián, lông, vật nuôi, nấm và ngoài ra còn có các dị ứng nguyên ngoài nhà cũng như khói thuốc lá. Ở nữ, các triệu chứng của hen thay đổi trong chu kì kinh nguyệt và khi có thai gợi ý sự ảnh hưởng của các hormone trong bệnh sinh của hen. Hen cũng có thể xảy ra ở nơi làm việc của những người chưa có tiền căn hen (gọi là hen nghề nghiệp). Một số chất như isocyanate (dùng trong sơn xịt) là yếu tố thúc đẩy hen. Các bệnh nhân béo phì cũng thường bị hen với cơ chế chưa rõ. Một số tác nhân nhiễm trùng và một số bệnh lý như GERD có thể gây đợt hen cấp.

## Dấu hiệu và triệu chứng
Tình trạng cấp tính trầm trọng của suyễn được dân gian gọi là lên cơn hen. Dấu hiệu đơn giản của 1 cơn hen suyễn là thở dồn dập, và thở khò khè, triệu chứng sau được xem là dấu hiệu thường thấy. Ho từng cơn tạo ra đờm trong có thể là triệu chứng. Sự tấn công thường là bất chợt; có dấu hiệu thắt ngực, thở khó khăn và việc thở khò khè diễn ra (thường là cả lúc hít và thở).
Dấu hiệu của từng cơn hen là ho, khò khè, thở gấp, thở ra kéo dài, cảm giác nặng ngực, nhịp tim nhanh, tiếng từ trong cuống phổi, và sự thu hẹp quá lố của phổi. Các triệu chứng lâm sàng của hen rất thay đổi từ triệu chứng nhẹ, gián đoạn đến cơn hen nặng gây tử vong. Trong một cơn hen suyễn nghiêm trọng, cần nhiều cơ hô hấp có thể được sử dụng, các mô giữa lồng ngực được kéo về hai bên và bên trên xương ức và xương đòn, và hiện diện của sự trái ngược của nhịp tim (tim đập yếu lúc hít vào và mạnh khi thở ra) Trong một cơn nghiêm trọng, người bệnh suyễn xanh xao do thiếu oxy, đau ngực và mất tri giác. Cơn suyễn nguy hiểm có thể làm ngừng hô hấp và có thể dẫn đến cái chết. Mặc dù sự nghiêm trọng của các triệu chứng giữa từng cơn lên hen, giữa các cơn lên hen người mắc bệnh rất ít biểu hiện bệnh.

## Điều trị

Hen suyễn tấn công

Cần xác định các kích thích dị ứng như là thú nuôi hay thuốc aspirin nhằm hạn chế sự tiếp xúc với chúng. Việc làm bớt sự nhạy cảm đã không tỏ ra có hiệu quả. Đối với các bệnh về hệ hô hấp, hút thuốc lá có ảnh hưởng nhất định đến hen suyễn, gồm gia tăng tính nghiêm trọng của triệu chứng, suy giảm chức năng phổi, làm phản ứng với các thuốc điều trị. Người bị suyễn có hút thuốc là cần nhiều thuốc hơn, để có thể ngăn bệnh tiến triển. Mặt khác sự tiếp xúc của cả người không hút thuốc và người thụ động hút thuốc cũng phần nào tăng tính nghiêm trọng của bệnh. 
 Ngừng hút hay tránh người hút được khuyến khích với người bệnh suyễn.
Các phương thuốc đặc trị khuyên dùng cho bệnh nhân suyễn phụ thuộc vào tình trạng nghiêm trọng của căn bệnh và tần suất của triệu chứng. Cách đặc trị cho suyễn phân loại là các thuốc giảm, thuốc ngăn ngừa và thuốc trị trong trường hợp nguy cấp. Bản chuyên gia 2: Hướng dẫn cho chẩn đoán và quản lý suyễn (EPR-2) của chương trình giáo dục và ngăn ngừa suyễn quốc gia Mỹ, và hướng dẫn của Anh về kiềm chế suyễn sử dụng rộng rãi và được khuyến khích của các bác sĩ. Thuốc làm giãn cuống phổi được khuyến khích cho các điều trị tạm thời cho tất cả các bệnh nhân. Đối với bệnh nhân thỉnh thoảng lên cơn hen, không cần thuốc khác để trị. Với các bệnh nhân dai dẳng nhưng mang tính chất nhẹ (hơn 2 lần 1 tuần), glucocorticoids hít liều thấp – hay các thay thế,thuốc uống trị viêm, thuốc cân bằng tế bào hạch, Ancaloit trà – có thể được cung cấp. Với các bệnh nhân mắc bệnh thường ngày, glucocorticoid liều cao chung với β-2 tác dụng tế bào có thể được chỉ định; ancaloit trà và chất phụ trợ leukotriene có thể thay thế cho β-2. Trong cơn suyễn nguy cấp, glucocorticoids có thể thêm vào các cách xử lý trên trong khi lên cơn.
Với những người lên cơn suyễn trong khi vận động thể thao, hít thở khí lạnh khô có thể làm xấu thêm cơn suyễn. Với lý do trên, hoạt động mà bệnh nhân cần nhiều không khí lạnh, như trượt tuyết băng đồng, có thể làm xấu tình trạng suyễn, trái lại bơi trong nhà, hồ bơi ấm, với khí trời ấm và ẩm, thường ít gây ra phản ứng.
Các thuốc chuẩn để khống chế bệnh hen là chủ vận beta và corticoid, dùng dưới dạng hít để giải phóng thuốc ở vị trí mong muốn
- Các thuốc beta làm giản cơ trơn ở phế quản do kích thích có chọn lọc các thụ thể β-2 gây tiết adrenalin, các thuốc chủ vận β-2 tác dụng ngắn như salbutamol hay terbutalin là những thuốc dùng ban đầu được lựa chọn. Ở dạng hít, thuốc có thể tác dụng giãn phế quản ngay lập tức. Các thuốc chú vận β-2 tác dụng kéo dài như salmeterolxinafoat dành cho bệnh nhân đã có tiến bộ trong điều trị dự phòng chống viêm
- Các thuốc corticoid với tính chất chống viêm, có tác dụng làm giảm phản ứng dị ứng của phế quản và phải dùng đều đặn để có lợi ích tối đa như aminophylin, theophylin, ipatropium bromid, nedocromil, zafirlukast, zileuton

1. Đối với bệnh hen mạn tính:
Giới chuyên môn khuyên bệnh nhân tránh hút thuốc, tránh các dị ứng nguyên (như phấn hoa,...), và tránh dùng các thuốc co thắt phế quản, hoặc bệnh nhân bị hen do thuốc aspirin và thuốc chống viêm phi steroid gây nên thì phải tránh dùng các thuốc này. Các hướng dẫn của giới chuyên khoa Anh, Mỹ sớm dùng thuốc chống viêm và sau đó giảm dần càng cách xa càng tốt.
Cách điều trị bệnh hen mạn tính nên xem xét lại sau mỗi 3-6 tháng và nếu bệnh đã được kiểm soát, thì nên giảm dần việc điều trị
2. Đối với bệnh hen cấp tính:
Bệnh hen nặng cấp tính có thể đe dọa tính mạng nên điều trị càng sớm càng tốt và bắt buộc nhập viện, cách dùng thuốc như sau: - Trước tiên cần thở oxy với tốc độ lưu lượng cao
- Dùng liều cao các thuốc chủ vận β-2 ở dạng hít (như salbutamol hoặc terbutalin) - Khi có nguy cơ đe doạ tính mạng, có thể dùng thêm các thuốc ipatropium bromid và aminophylin - Bệnh nhân ở tình trạng thờ thẫn, mất ý thức hay ngừng thở cần thông khí dưới áp suất từng đợt.

## Tác dụng phụ của thuốc chữa bệnh hen
- Khi dùng thuốc có tác dụng chọn lọc cường β-2 của khí quản có thể gây tác dụng không mong muốn như: đánh trống ngực làm tim đập nhanh và mạnh, run cơ, rối loạn tiêu hoá, quen thuốc
- Theophylin và dẫn xuất gây tác dụng không mong muốn như: mất ngủ, bồn chồn, đánh trống ngực
- Nedocromil mặc dù dễ dung nạp nhưng cũng có phản ứng phụ như: nhức đầu, buồn nôn, khó chịu ở bụng, đắng miệng
- Zafillukast dễ dung nạp nhưng cũng gây phản ứng phụ như: nhức đầu, rối loạn tiêu hoá, đau toàn thân, đau cơ, sốt
- Zileuton có thể làm tăng trị số của men gan, rối loạn ở dạ dày-ruột, đau đầu, mẫn ngứa

Ở trẻ em từ 6 đến 11 tuổi bị hen dị ứng không kiểm soát đầy đủ, sử dụng phối hợp kháng thể đơn dòng kháng IgE omalizumab (Xolair, Novartis) làm giảm đáng kể cơn hen về mặt lâm sàng và thuốc được dung nạp tốt.
- Omalizumab